# ヘルマンとドロテーア (シューマン)
序曲『ヘルマンとドロテーア』作品136は、ロベルト・シューマンが作曲した演奏会用序曲。ゲーテの恋愛叙事詩ヘルマンとドロテーアに基づいている。

## 楽器編成
ピッコロ、フルート2、オーボエ2、クラリネット2、ファゴット2、ホルン2、トランペット2、小太鼓、弦五部

## 演奏時間
約10分